# الهيئة العامة للترفيه
الهيئة العامة للترفيه هي هيئة سعودية أنشئت في 30 رجب 1437 هـ الموافق 7 مايو 2016 وتُعنى بكل ما يتعلق بنشاط الترفيه. أول رئيس لها هو أحمد بن عقيل الخطيب وأعفي من منصبه في 18 يونيو 2018. كلف الاستاذ محمد بن عبد الملك ال الشيخ رئيساً لمجلس إدارة الهيئة لفترة مؤقتة وفي 20 ربيع الآخر 1440 هـ عيّن تركي بن عبد المحسن آل الشيخ رئيساً لمجلس إدارة الهيئة. وتم تعيين المهندس فيصل بافرط رئيساً تنفيذياً للهيئة في 24 أكتوبر 2019.

## الخلفية التاريخية
كان قرار إنشاء الهيئة العامة للترفيه إحدى القرارات الملكية التي تأتي تماشيًا مع إعلان المملكة لرؤيتها المستقبلية 2030، لما يمثله قطاع الترفيه من أهميّة كبرى في تنمية الاقتصاد الوطني السعودي، ومنح المدن قدرة تنافسيّة دوليّة. كان ولي ولي العهد السعودي حينها محمد بن سلمان بن عبد العزيز في 25 أبريل 2016 قد أشار يوم تدشينه رؤية السعودية 2030 إلى دفع الحكومة لتفعيل دور الصناديق الحكومية المختلفة في تأسيس وتطوير المراكز الترفيهية، وتشجيع المستثمرين من داخل وخارج المملكة العربية السعودية، وعقد الشراكات مع شركات الترفيه العالمية، وتخصيص الأراضي لإقامة المشروعات الثقافية والترفيهية من مكتبات ومتاحف وفنون وغيرها.

### التاريخ
- في مارس 2020م دشنت الهيئة «بوابة الترفيه»، وهي منصة تقدم تراخيص الأنشطة والخدمات التابعة للهيئة، وتهدف إلى تطوير وتنظيم قطاع الترفيه ودعم بنيته التحتية بالتعاون مع مختلف الجهات.[5]
- في 23 أكتوبر 2023م أطلقت الهيئة العامة للترفيه شعارها الجديد الذي يعبر عن هوية ابتكارية، ويتكون من ثلاثة أحرف تمثل اختصاراً لاسم الهيئة العامة للترفيه، بحيث يسهل ربطه بها، ويتسم الشعار الجديد بجاذبيته وبساطته، وسهولة تأديته لوظيفته المرتبطة بهوية الهيئة والفعاليات التي تقدمها في مختلف أنحاء السعودية.[6]
- في 14 فبراير 2024 صرّح المستشار تركي آل الشيخ رئيس هيئة الترفيه السعودية عن إنشاء صندوق Big Time الاستثماري، وهدف الصندوق رفع جودة المحتوى العربي في إنتاج وتوزيع وصناعة الأفلام والتي يشارك فيها كبار نجوم الفن في الوطن العربي.[7][8][9][10]
- في 16 أبريل 2024 صرّح رئيس مجلس إدارة الهيئة العامة للترفيه تركي بن عبدالمحسن آل الشيخ، عن إتمام توقيع شراكة رسمية بين موسم الرياض والمجلس العالمي للملاكمة (WBC)،وأضاف أن هذه الشراكة تأتي امتداداً للجهود التي يبذلها موسم الرياض في الوصول بقطاع الترفيه في السعودية إلى ما يطمح له الجميع.[11]
- في 24 أبريل 2024 أعلن تركي آل الشيخ رئيس مجلس إدارة الهيئة العامة للترفيه رعاية موسم الرياض لـرابطة الملاكمة العالمية "WBA" لتكون العلامة التجارية "موسم الرياض" حاضرة في مؤتمر رابطة الملاكمة العالمية، وفي الأحداث التابعة للرابطة كراع رسمي.[12]
- وفي 20 يوليو 2024 أعلن تركي آل الشيخ، عن إطلاق "جائزة القلم الذهبي للرواية" والتي ستركز على الأعمال الروائية الأكثر شعبية والأكثر قابلية للتحويل لأعمال سينمائية، وستبلغ مجموع الجوائز 690 ألف دولار.[13][14]

## دور الهيئة العامة للترفيه
- تنويع وإثراء التجربة الترفيهية: تنظيم وتنمية قطاع الترفيه في المملكة وتوفير الخيارات والفرص الترفيهية لكافة شرائح المجتمع، وتحفيز دور القطاع الخاص في بناء وتنمية نشاطات الترفيه.
- توفير خيارات حول المملكة: خلق فرص ترفيهية شاملة تتوافق مع المعايير العالمية، وتعزيز الروابط الاجتماعية.
- دعم الاقتصاد المحلي: عبر المساهمة في تنويع مصادره وزيادة الناتج المحلي الإجمالي، ودعم المنشآت الصغيرة والمتوسطة، إضافة إلى رفع نسبة الاستثمارات الأجنبية المباشرة لتوليد الوظائف في قطاع الترفيه.[15]

## اختصاصات الهيئة العامة للترفيه
- اقتراح مشروعات الأنظمة والسياسات التنظيمية المتعلقة بنشاط الترفيه، والرفع عنها لاستكمال الإجراءات النظامية.
- وضع الاستراتيجيات والخطط والبرامج اللازمة لتنظيم قطاع الترفيه في المملكة، والتنسيق عند الحاجة مع الجهات ذات العلاقة في القطاعين الحكومي والخاص.
- إقامة الدورات التدريبية بالتنسيق مع الجهات ذات العلاقة،[16][17] واستقطاب الكفاءات، لتطوير قطاع الترفيه.
- وضع معايير إقامة النشاطات الترفيهية، ومراقبة تطبيقها، وذلك بالتنسيق مع الجهات ذات العلاقة.
- وضع ضوابط ومعايير قياس الأداء في قطاع الترفيه.
- إنشاء قاعدة بيانات تحتوي على جميع المرافق الحكومية والخاصة المهيأة لاستضافة الأنشطة الترفيهية.
- إنشاء قاعدة بيانات تحتوي على تصنيف الأنشطة والمرافق الترفيهية، وتقييمها، ومدى تحقيقها لأهدافها، وأي معلومات ذات صلة بها.
- الترخيص لإقامة النشاطات الترفيهية، والإشراف عليها، بالتنسيق مع الجهات ذات العلاقة.
- وضع ضوابط محتوى الترفيه بالتنسيق مع الجهات ذات العلاقة، وبما يتفق مع الأنظمة ذات العلاقة، وما يتناسب مع الهوية العربية والإسلامية للمملكة.
- وضع الآليات اللازمة لقياس رضا العملاء في قطاع الترفيه، واتخاذ ما يلزم لرفع معدلاته.[18]
- التعاون وتبادل الخبرات مع الهيئات والمنظمات الإقليمية[19] والدولية، وبيوت الخبرة المتخصصة داخل المملكة وخارجها، وذلك في حدود اختصاصات الهيئة.
- استضافة المحافل الدولية، وإقامة المعارض والمنتديات المحلية والدولية، وذلك في حدود اختصاصات الهيئة.
- تمثيل المملكة في الهيئات والمنظمات والمحافل الإقليمية والدولية ذات العلاقة باختصاصات الهيئة.[20][21]
- التخطيط و التنفيذ والاشراف على فعاليات وهوية موسم الرياض، فعاليات العيد، واليوم الوطني السعودي [22][23][24]

## استراتيجية الهيئة
أعلن تركي آل الشيخ في يناير 2019 استراتيجية هيئة الترفيه التي تسعى إلى أن تصبح المملكة ضمن أول أربعة وجهات ترفيهية في آسيا، وبين أول عشر وجهات ترفيهية في العالم، وتتضمن الاستراتيجية تدشين منصّة “عيشها” الخاصة بالفعاليات الترفيهية والثقافية والرياضية، والعديد من المسابقات بجوائز مليونيه مثل مسابقة تأدية الآذان، ومسابقة رحلة الهجرة ومسابقة «جنودنا البواسل» المخصصة لمنسوبي القوات المسلحة السعودية  ومسابقات الحصن التي تستضيفها المملكة ومسابقات البلوت والتركس في 13 منطقة في المملكة، ومسابقة إطلاق المدفع، وركوب الثيران المحترفة، بالإضافة إلى عدد من المبادرات ومنها: استقطاب المعارض العالمية، وإنشاء ساحات خاصة للعروض الحية، وإقامة 18 خيمة ترفيهية، وبازارات كبرى، ومباريات قتالية عالمية "حلبة النار"، ومطاعم عائمة في مدينتي الرياض وجدة، كما أعلن عن بدء إصدار تراخيص للعزف الموسيقي والعروض الغنائية والعروض الحية في المطاعم. كما احتوت الاستراتيجية على مبادرة إقامة أمسية شعرية للأمير بدر بن عبد المحسن، وتكريم للفنانين الراحلين أبو بكر سالم وطلال مداح، إضافة إلى تكريم الفنان محمد عبده عبر إنتاج 100 أغنية له بتقنية الهولوغرام،والاحتفاء بمسيرته وتكريمه وأخيرا إنتاج برنامج “ذا فويس” بالنسخة السعودية.

## الابتعاث الخارجي
أطلقت هيئة الترفيه في يوليو 2019 برنامجا للابتعاث الخارجي لدرجتي البكالوريوس والماجستير، بالشراكة مع شركة القدية للاستثمار، ويشمل البرنامج الدراسة في أعرق الجامعات العالمية المتخصصة، والتدريب العملي في مدينة 6 فلاجز الترفيهية، وصولا إلى توظيف المبتعث بعد التخرج في مشروع القدية.

## رؤساء الهيئة
| الاسم (مواليد–وفاة)                        | الاسم (مواليد–وفاة)                        | فترة شغل المنصب                            | فترة شغل المنصب                            | فترة شغل المنصب                            | العاهل                                     | ملاحظات                                            |
| الاسم (مواليد–وفاة)                        | الاسم (مواليد–وفاة)                        | تولى المنصب                                | غادر المنصب                                | المدة                                      | العاهل                                     | ملاحظات                                            |
| رئيس مجلس إدارة مجلس الهيئة العامة للترفيه | رئيس مجلس إدارة مجلس الهيئة العامة للترفيه | رئيس مجلس إدارة مجلس الهيئة العامة للترفيه | رئيس مجلس إدارة مجلس الهيئة العامة للترفيه | رئيس مجلس إدارة مجلس الهيئة العامة للترفيه | رئيس مجلس إدارة مجلس الهيئة العامة للترفيه | رئيس مجلس إدارة مجلس الهيئة العامة للترفيه         |
| ------------------------------------------ | ------------------------------------------ | ------------------------------------------ | ------------------------------------------ | ------------------------------------------ | ------------------------------------------ | -------------------------------------------------- |
|                                            | أحمد بن عقيل الخطيب (1965–)                | 7 مايو 2016                                | 18 يونيو 2018                              | 2 سنوات و42 أيام                           | سلمان بن عبد العزيز آل سعود                |                                                    |
|                                            | أحمد بن عقيل الخطيب (1965–)                | 7 مايو 2016                                | 18 يونيو 2018                              | 2 سنوات و42 أيام                           |                                            |                                                    |
|                                            | تركي آل الشيخ (1981–)                      | 27 ديسمبر 2018                             | في المنصب                                  | 6 سنوات و340 أيام                          | سلمان بن عبد العزيز آل سعود                | محمد بن سلمان آل سعود (رئيس مجلس الوزراء منذ 2022) |

## مجلس إدارة الهيئة[31]
- المستشار تركي آل الشيخ
- فهد الجبير
- محمد عبد اللطيف جميل
- موسى العمران
- لمى السليمان
- جوناثان تيترو
- جو زيناس
- الدكتور/ راكان بن حسين بن محسن الحارثي.
- الأستاذ/ محي الدين بن صالح بن عبدالله كامل.
- الأستاذ/ عبدالمجيد بن أحمد بن سعد الحقباني.
- الأستاذ/ خالد بن وليد بن خالد الخضير.
- الأستاذ/ سنان بن عصمت بن عبدالصمد السعدي.[32]